# CP852
CP852 (Code Page 852, CP 852, IBM 852, OEM 852) je znaková sada používaná pod operačním systémem MS-DOS pro středoevropské jazyky využívající latinku. Sada pokrývá tyto jazyky: polština, rumunština, čeština, slovenština, němčina, chorvatština. 
Některé ze semigrafických znaků byly obětovány aby se na stránku vešlo více znaků s diakritikou (jsou zde obsaženy všechny tisknutelné znaky ze sady ISO 8859-2). Kvůli tomu docházelo v nelokalizovaných MS-DOSovských aplikacích používajících tyto znaky (např. Norton Commander) k rušivým vizuálním jevům. Tento problém řeší některé místní znakové sady např. „kódování bratrů Kamenických“ pro češtinu a slovenštinu).

## Latin 2
V MS-DOSu bývala tato kódová stránka označována také jako Latin 2, nicméně stejné označení se používá i pro ISO 8859-2. Někdy tak dochází k omylům, kterým se lze vyhnout označováním CP852 jako PC Latin 2 nebo IBM Latin 2, zatímco ISO 8859-2 lze nazývat ISO Latin 2. 

## Rozložení znaků v sadě
Je zobrazena pouze horní polovina tabulky (kódy 128 až 255), spodní polovina (0–127) je obyčejná kódová tabulka ASCII.
| ## | .0     | .1     | .2     | .3     | .4     | .5     | .6    | .7    | .8     | .9     | .A     | .B     | .C     | .D     | .E     | .F     |
| -- | ------ | ------ | ------ | ------ | ------ | ------ | ----- | ----- | ------ | ------ | ------ | ------ | ------ | ------ | ------ | ------ |
| 8. | Ç C7   | ü FC   | é E9   | â E2   | ä E4   | ů 16F  | ć 107 | ç E7  | ł 142  | ë EB   | Ő 150  | ő 151  | î EE   | Ź 179  | Ä C4   | Ć 106  |
| 9. | É C9   | Ĺ 139  | ĺ 13A  | ô F4   | ö F6   | Ľ 13D  | ľ 13E | Ś 15A | ś 15B  | Ö D6   | Ü DC   | Ť 164  | ť 165  | Ł 141  | × D7   | č 10D  |
| A. | á E1   | í ED   | ó F3   | ú FA   | Ą 104  | ą 105  | Ž 17D | ž 17E | Ę 118  | ę 119  | ¬ AC   | ź 17A  | Č 10C  | ş 15F  | « AB   | » BB   |
| B. | ░ 2591 | ▒ 2592 | ▓ 2593 | │ 2502 | ┤ 2524 | Á C1   | Â C2  | Ě 11A | Ş 15E  | ╣ 2563 | ║ 2551 | ╗ 2557 | ╝ 255D | Ż 17B  | ż 17C  | ┐ 2510 |
| C. | └ 2514 | ┴ 2534 | ┬ 252C | ├ 251C | ─ 2500 | ┼ 253C | Ă 102 | ă 103 | ╚ 255A | ╔ 2554 | ╩ 2569 | ╦ 2566 | ╠ 2560 | ═ 2550 | ╬ 256C | ¤ A4   |
| D. | đ 111  | Đ 110  | Ď 10E  | Ë CB   | ď 10F  | Ň 147  | Í CD  | Î CE  | ě 11B  | ┘ 2518 | ┌ 250C | █ 2588 | ▄ 2584 | Ţ 162  | Ů 16E  | ▀ 2580 |
| E. | Ó D3   | ß DF   | Ô D4   | Ń 143  | ń 144  | ň 148  | Š 160 | š 161 | Ŕ 154  | Ú DA   | ŕ 155  | Ű 170  | ý FD   | Ý DD   | ţ 163  | ´ B4   |
| F. |  AD    | ˝ 2DD  | ˛ 2DB  | ˇ 2C7  | ˘ 2D8  | § A7   | ÷ F7  | ¸ B8  | ° B0   | ¨ A8   | ˙ 2D9  | ű 171  | Ř 158  | ř 159  | ■ 25A0 | A0     |